# توماس ليتل
توماس ليتل (بالإنجليزية: Thomas Little)‏ هو مصمم إنتاجي أمريكي، ولد في 27 أغسطس 1886 في أوغدن في الولايات المتحدة، وتوفي في 5 مارس 1985 في سانتا مونيكا في الولايات المتحدة.

## وصلات خارجية
- توماس ليتل على موقع IMDb (الإنجليزية)
- توماس ليتل على موقع ألو سيني (الفرنسية)
- توماس ليتل على موقع أول موفي (الإنجليزية)
- توماس ليتل على موقع قاعدة بيانات الأفلام السويدية (السويدية)
- توماس ليتل على موقع قاعدة بيانات الفيلم (الإنجليزية)
- توماس ليتل على موقع كينوبويسك (الروسية)